# Benyoucef Benkhedda
 (octobre 2017).
Si vous disposez d'ouvrages ou d'articles de référence ou si vous connaissez des sites web de qualité traitant du thème abordé ici, merci de compléter l'article en donnant les références utiles à sa vérifiabilité et en les liant à la section « Notes et références ».
Benyoucef Benkhedda, en arabe : بن يوسف بن خدة,  né le 23 février 1920 à Berrouaghia (wilaya de Médéa) et mort le 4 février 2003 à Alger, est un homme politique algérien. Pharmacien de formation, ancien militant du MTLD, il fut le deuxième président du gouvernement provisoire de la République algérienne (GPRA) durant la guerre d'Algérie jusqu'à l'indépendance du pays en 1962.

## Biographie

### Éducation et engagement nationaliste
Fils d'un Cadi, il fréquente l'école coranique et l’école française. Il rejoint ensuite le lycée Duveyrier (aujourd'hui lycée Ibn Rochd) à Blida où il fait la connaissance de plusieurs pionniers du nationalisme algérien dont Mohamed Lamine Debaghine, Saad Dahlab, Abane Ramdane, Ali Boumendjel et M’hamed Yazid. « Vous êtes des couteaux qu’on aiguise contre la France ! » leurs répétait inlassablement le proviseur du lycée.
Il adhère au Parti du peuple algérien (PPA) en 1942. Une année après, il est arrêté et torturé dans les locaux de la DST pour avoir fait campagne contre la conscription des Algériens pour combattre l’Allemagne dans le cadre de l’affaire dite « des insoumis de Blida ». Il sera libéré huit mois plus tard. 
Après l'obtention de son baccalauréat, il entre à la Faculté de médecine et de pharmacie d'Alger en 1943 et après interruption des études, obtient le diplôme de pharmacien en 1951.

### Lutte pour l'indépendance algérienne
Il est membre du Comité central du PPA-MTLD en 1947 et en devient le secrétaire général de 1951 à 1954. Arrêté en novembre 1954, il est libéré en mai 1955, et rejoint le Front de libération nationale (FLN) quelques semaines après. Il devient le conseiller assistant de Abane Ramdane à Alger.
En août 1956, il est désigné par le Congrès de la Soummam, membre du CNRA et du CCE avec Abane Ramdane, Larbi Ben M'hidi, Saâd Dahlab et Krim Belkacem. Avec Abane et Ben M’hidi, il constituera le triumvirat politico-militaire qui dirigera l’organisation de la Zone autonome d'Alger. 
Il seconde directement Abane Ramdane dans le lancement et la réalisation de plusieurs projets dont le journal El Moudjahid, la création de l'UGTA, l'hymne national Kassaman. Il échappe miraculeusement aux « paras » du général Massu juste avant la bataille d'Alger et quitte la capitale après l’assassinat de Ben M’Hidi par les soldats de Bigeard. Il se rend à l’étranger au nom du FLN et accomplit plusieurs missions. Il visite des capitales arabes en 1957-1958, la Yougoslavie, Londres (1958), l'Amérique latine (1960) ou encore la Chine à deux reprises. 
Au cours de la réunion du CNRA qui se tint à Tripoli du 9 au 27 août 1961, il est désigné président du Gouvernement provisoire de la République algérienne (GPRA). Il achève les négociations avec la France commencées par le gouvernement Ferhat Abbas et proclame le cessez-le-feu négocié dans les accords d'Évian, la veille du 19 mars.
Le 20 juin 1962, il affirme que le pouvoir de l'exécutif provisoire est limité à organiser le référendum.
Il est accueilli par la population algéroise en liesse le 3 juillet 1962, jour de la reconnaissance officielle de l’indépendance de l’Algérie par la France.

### Crise de l'été 1962

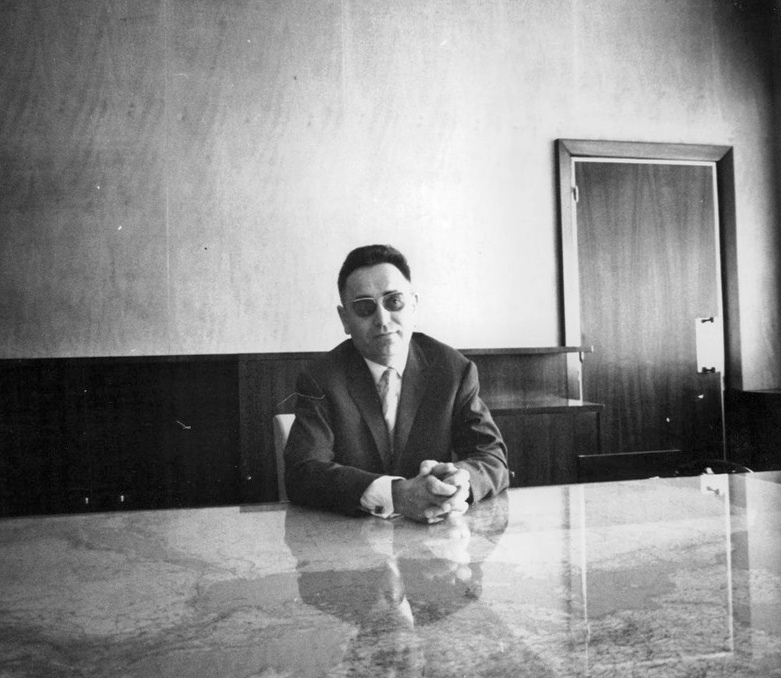
Benyoucef Benkhedda en 1962.

Il vit comme un drame personnel, la crise de l’été 1962 entre le GPRA et Ahmed Ben Bella soutenu par l'« Armée des frontières » surarmée et se retire volontairement au profit de ce dernier pour éviter « un bain de sang fratricide ».
Le 22 juillet, Ben Bella installe un bureau politique provisoire, qu'il dirige, et qui se déclare chargé des affaires étatiques. Celui-ci est installé le 4 août, et Benkhedda lui transmet ses pouvoirs.
Benkhedda se propose sans succès comme médiateur entre le bureau politique et les factions dissidentes, mais sa proposition est rejetée par le premier. La crise se dénoue en septembre 1962 après de nouveau affrontements.

### Engagement politique pour la démocratie
En 1976, il signe avec trois anciens dirigeants du FLN durant la lutte armée pour l'indépendance (Ferhat Abbas, Hocine Lahouel, Kheir-Eddine) , un manifeste qui réclame une assemblée constituante, élue au suffrage universel en vue de définir une charte nationale. Les quatre signataires sont alors placés en résidence surveillée et leurs biens sont confisqués.
Sous le gouvernement Chadli Bendjedid qui a proclamé le multipartisme, il fonde avec Abderahmane Kiouane, et des anciens amis du mouvement national, « El Oumma » qui se fixe comme objectif la Proclamation du 1er novembre, c'est-à-dire : « L’État Algérien indépendant souverain et démocratique dans le cadre des principes Islamiques ». Le but d’« El Oumma » est d’œuvrer pour un rassemblement entre les islamistes et les nationalistes partisans d’un projet politique basé sur les valeurs de l'islam. Le président Liamine Zeroual qui accède au pouvoir en 1994, promulgue une loi interdisant l’usage de la religion par les partis à des fins politiques sous peine de dissolution. « El Oumma » s’auto dissout. En même temps, il fonde avec Cheikh Ahmed Sahnoune « le Tadhamoune » dont le but est de dénoncer l’État d’exception et les violations graves des droits de l’homme qui ont suivi l'arrêt du processus électoral de janvier 1992.

### Reconnaissance populaire et nationale
Après une longue maladie, il meurt à son domicile à Alger le 4 février 2003. Une foule nombreuse l’accompagne au cimetière de Sidi Yahia, où il est enterré à côté de son compagnon de toujours Saad Dahlab. En son honneur, l'université d'Alger porte son nom.

## Famille
Le 1er mars 2019, son fils Hassan meurt lors  d'une manifestation contre le cinquième mandat du président Abdelaziz Bouteflika.

## Publications
- 1986, Les Accords d'Évian, OPU, Alger.
- 1989, Les origines du 1er novembre 1954, éd. Dahlab, Alger
- 1997, L'Algérie à l'indépendance: la crise de 1962, Dahlab, Alger.
- 2000, Abane-Ben M'hidi, leur apport à la révolution algérienne, éd Dahlab, Alger
- 2002, Alger, capitale de la résistance 1956-1957, éd. Houma, Alger